# Yuliya Pidluzhnaya
Yuliya Pidluzhnaya (née le 1er octobre 1988 à Iekaterinbourg) est une athlète russe spécialiste du saut en longueur.

## Carrière
En mars 2011, Yuliya Pidluzhnaya remporte la médaille de bronze de la longueur lors des Championnats d'Europe en salle de Paris-Bercy en réalisant un nouveau record personnel avec 6,75 m. Elle s'incline de 5 cm face à sa compatriote Darya Klishina, et de 4 cm face la Portugaise Naide Gomes.

## Palmarès
| Date | Compétition                    | Lieu     | Résultat | Marque |
| ---- | ------------------------------ | -------- | -------- | ------ |
| 2007 | Championnats d'Europe juniors  | Hengelo  | 3e       | 6,28 m |
| 2011 | Championnats d'Europe en salle | Paris    | 3e       | 6,75 m |
| 2011 | Universiade                    | Shenzhen | 2e       | 6,56 m |
| 2015 | Universiade                    | Gwangju  | 1re      | 6,79 m |
| 2015 | DécaNation                     | Paris    | 2e       | 6,55 m |

## Records
| Épreuve          | Épreuve   | Performance | Lieu               | Date                        |
| ---------------- | --------- | ----------- | ------------------ | --------------------------- |
| Saut en longueur | Plein air | 6,87 m      | Tcheboksary        | 4 août 2015                 |
| Saut en longueur | En salle  | 6,75 m      | Paris Tcheliabinsk | 6 mars 2011 15 janvier 2014 |